# La Olmeda (Cuenca)
La Olmeda es una localidad española del municipio de Santa Cruz de Moya, perteneciente a la provincia de Cuenca, en la comunidad autónoma de Castilla-La Mancha.

## Historia
A mediados del siglo XIX, el caserío, perteneciente ya por entonces a Santa Cruz de Moya, tenía contabilizada una población de 44 habitantes. Aparece descrito en el decimosegundo volumen del Diccionario geográfico-estadístico-histórico de España y sus posesiones de Ultramar de Pascual Madoz de la siguiente manera:

OLMEDA: cas. en la prov. de Cuenca, part. jud. de Cañete y térm. jurisd. de Santa Cruz de Moya (V.). pobl.: 11 vec., 44 almas.
(Madoz, 1849, p. 248)

En 2023 la entidad singular de población de La Olmeda tenía empadronados 10 habitantes.